# 纤细草莓
纤细草莓（学名：Fragaria gracilis）是蔷薇科草莓属的植物，为中国的特有植物。分布于中国大陆的湖北、陕西、甘肃、青海、河南、四川、云南 西藏等地，生长于海拔1,600米至3,900米的地区，常生长在山坡亓地及沟林下，目前已由人工引种栽培。
其种加词来源于拉丁文“gracilis”，意为“纤细的”。

## 别名
细弱草莓（秦岭植物志）